# Pultenaea setulosa
Pultenaea setulosa är en ärtväxtart som beskrevs av George Bentham. Pultenaea setulosa ingår i släktet Pultenaea och familjen ärtväxter. IUCN kategoriserar arten globalt som livskraftig. Inga underarter finns listade i Catalogue of Life.